# Янтарный (Краснодарский край)
Янта́рный — посёлок в Динском районе Краснодарского края.
Входит в состав Мичуринского сельского поселения.

## Население
| 2002 | 2010 |
| ---- | ---- |
| 468  | ↗505 |

## Улицы
| - ул. Абрикосовая, - ул. Вишнёвая, - ул. Малиновая, - ул. Новая, | - пер. Новый, - ул. Победы, - ул. Роз, - ул. Рябиновая, | - ул. Садовая, - ул. Севастопольская, - ул. Солнечная, - ул. Цветочная. |